# Михайловка (Великоберезниківський район)
Миха́йловка (рос. Михайловка, ерз. Михайловка) — присілок у складі Беликоберезниківського району Мордовії, Росія. Входить до складу Перміського сільського поселення.

## Населення
Населення — 3 особи (2010; 6 у 2002).
Національний склад (станом на 2002 рік):
- росіяни — 100 %